# Johann Christoph von Strauß

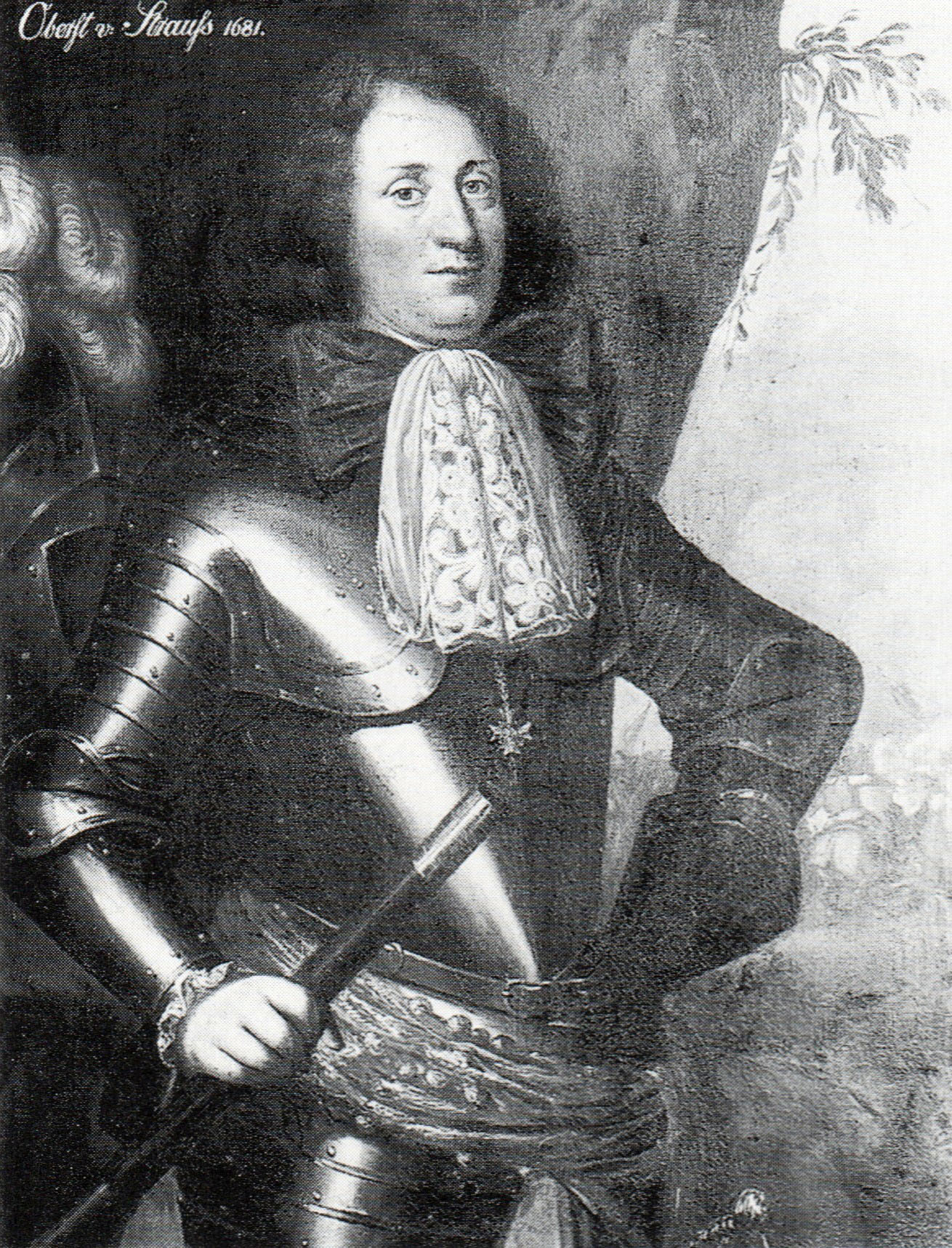
Johann Christoph von Strauß als Oberst, Ölgemälde von 1681.

Johann Christoph von Strauß († 1686 bei Ofen) war ein kurbrandenburger Generalmajor, Chef des Kürassier-Regiments Nr. 2 dazu Amtshauptmann von Himmelstedt und Kartzig sowie Erbherr auf Zernikow.
Er kämpfte schon einige Zeit in brandenburgischen Diensten, am 17. März 1660 wurde sein Regiment mal wieder reduziert und er als Rittermeister entlassen. Zugleich wurde er aber zum Kommissar des Königsberger Kreises. 1663 wurde er Oberstleutnant im Garnisons-Regiment Marwitz in Küstrin. 1670 erhielt er das Reiter-Regiment Nr. 2 (Küssow). In der Schlacht bei Fehrbellin 1676 wurde er schwer verwundet. Für seine gezeigte Tapferkeit wurde er aber Amtshauptmann von Kartzig und Himmelstedt. Am 15. Dezember 1677 wurde er Oberst und am 15. Juli 1686 Generalmajor.
Er zog 1686 mit den brandenburgischen Hilfstruppen im Sold des Kaisers nach Ungarn und starb beim Sturm auf die Festung Ofen.
Er war zweimal verheiratet. Mit seiner ersten Frau hatte er einen Sohn Egidius Wilhelm von Strauß († 1699),
der wurde kurbrandenburger Oberst und Kommandant von Frankfurt an der Oder.
Mit seiner zweiten Frau Eva Katharina von Goerne aus dem Haus Plaue hatte er den Sohn Friedrich von Strauß. Am 24. April 1700 erhielt dieser 1500 Taler vom Kurfürsten Friedrich III., um sein Studium in Halle fortzusetzen, dort starb er aber am 29. Januar 1703 an Blattern als letzter Vertreter seines Geschlechts.
Die Witwe heiratete 1696 den königlich polnischen und kursächsischen Geheimrat und Reichsgrafen Karl Gottfried von Bose (1654–1731), Erbherr auf Netzschkau und Gannich.